# Brigné
Brigné ist eine Ortschaft und eine Commune déléguée in der französischen Gemeinde Doué-en-Anjou mit 443 Einwohnern (Stand: 1. Januar 2022) im Département Maine-et-Loire in der Region Pays de la Loire. Die Einwohner werden Brignéens genannt.
Die Gemeinde Brigné wurde am 30. Dezember 2016 mit Concourson-sur-Layon, Forges, Les Verchers-sur-Layon, Meigné, Montfort, Saint-Georges-sur-Layon und Doué-la-Fontaine zur neuen Gemeinde Doué-en-Anjou zusammengeschlossen. Sie gehörte zum Arrondissement Saumur und ist Teil des Kantons Doué-la-Fontaine.

## Geografie
Brigné liegt etwa 25 Kilometer westsüdwestlich von Saumur in der Landschaft Saumurois. Brigné liegt im Weinbaugebiet Anjou. 
Durch das Gebiet der ehemaligen Gemeinde fließt der Layon. 

## Bevölkerungsentwicklung
| Jahr                      | 1962 | 1968 | 1975 | 1982 | 1990 | 1999 | 2006 | 2013 |
| Einwohner                 | 390  | 347  | 306  | 307  | 294  | 316  | 339  | 430  |
| Quelle: Cassini und INSEE |      |      |      |      |      |      |      |      |

## Sehenswürdigkeiten
- Kirche Saint-Aubin
- Kirche Notre-Dame-des-Sept-Douleurs in Linière
- Schloss Maurepart, seit 1993 Monument historique

## Weinbau
Der Ort gehört zum Weinbaugebiet Anjou.